# حزم المرخیه
حزم المرخیه یک منطقهٔ مسکونی در قطر است که در شهرداری دوحه واقع شده‌است. حزم المرخیه ۴٫۲ کیلومتر مربع مساحت و ۸٬۹۶۷ نفر جمعیت دارد.